# 일본 제국 병역법
일본 제국 병역법(일본어: 兵役法 헤이에키호[*])은 일본의 남성에게 병역의 의무를 부과하던 일본 제국의 법률로, 1927년 4월 1일에 공포되어 같은 해 12월 1일에 시행되었다. 병역법 폐지 등에 관한 건(쇼와 20년(1945년) 칙령 제634호)에 의해 1945년 11월 17일에 폐지되었다.

## 개요
1873년 1월 10일에 포고된 징병령에 계속되는 징병령(1889년 법률 제1호)을 전부 개정해 제정했다. 원칙으로 제국신민(일본 국민)의 모든 남성에게 병역의 의무를 부과하는 것이며(제1조), 메이지 헌법하에 놓을 수 있는 일본의 국시(國是)의 하나였던 부국강병의 근간을 유지하는 법령 중 하나였다.

## 총칙·복역
원칙으로 남자는 병역에 복무한다고 정했으며(제1조), 병역의 종류로 상비병역, 후비병역, 보충병역, 국민병역의 4종류를 규정하고 더욱 상비병역을 현역 후비병역, 예비역의 2종류, 보충병역은 제1보충병역, 제2보충병역의 2종, 국민병역은 제1국민병역, 제2국민병역의 2종에 나누고, 합계로 7종류를 정했다. 이 중, 재영(군대의 주둔지에 거주하는 것 또는 함선에 승무하는 것 등)의무가 있는 것은 상비 병역의 현역이다.(제2조·제5조)
지원병(장교를 희망하는 사람 등)에 대해서서는 병역법이 적용되지 않았으며,(제3조) 일정한 전과가 있는 사람은 병역에 복무할 수는 없도록 되어 있다.(제4조)
병역의 기간은 육군과 해군은 다르고, 원칙으로 아래와 같이 정하였다.(제5조 ~ 제7조)
(현역·예비역·후비병역)
- 육군 현역 2년·현역종료 후에 예비역 5년 4개월·상비병역 종료 후 후비병역 10년(통산 17년 4개월)
- 해군 현역 3년·현역종료 후에 예비역 4년·상비병역 종료 후 후비병역 5년(통산 12년)

(보충병역)
- 육군 제1보충병역 : 12년 4개월
- 해군 제1보충병역 : 1년 간·제1보충병역 종료 후 제2보충병역 11년 4개월 (통산 12년 4개월)
- 현역적격자 중 현역병 또는 제1보충병에게 징집되지 않은 사람 : 제2보충 병역 17년 4개월

기타, 각종 사정에 의해 병역기간의 단축·연장이 행해지는 것을 결정지었다.(제10조 ~ 제22조)
병역의 종류의 상세에 대해서는 역종을 참조.

## 징집
예비병역, 후비병역, 보충병역, 국민병역에 있는 사람을 전시에는 소집하는 것을 정하고, 그 방법을 정한 것 외에 연 1회의 점호 등을 결정지었다.(제54조 ~ 제63조)

## 장정명부
시정촌장은 매년 1월1일 현재 조사로 그 시정촌에 본적을 소유하는 그 해의 징병 적령 인구에 대해서 그 호적과 징병 적령신고를 대조해서 장정명부를 작성한다.(병역법 시행규칙 제83조)
그 양식은 병역법 시행규칙 제84조에 의해 부록이 정하는 곳에 따른다.
1징집구의 징병 검사가 종료할 때마다, 장정명부를 (1)현역병 제1보충병 요원장정명부, (2)제2보충병 장정명부, (3)징병 연기자 장정명부, (4)징병 처분자 미결자 장정명부, (5)징병 면제자 장정명부, (6)병적편입자 장정명부의 구분에 의해 이것을 각각별에 짓고, 그 권꼬리에 연대구징병관이 서명 날인한다.
그 보관은, (1) 및 (2)는 추첨의 종료까지는 연대구징병관이, 기타의 장정명부는 병사관, 지청장 또는 시장이 소유하고, 병사관 또는 지청장은 징병 면제자 장정명부 및 병역면제자 장정명부를 그 해 징병 사무종료 후 정촌장에게 분배하고, 정촌역사무소에서 보관하고, 징집 연기자 장정명부, 징병 처분자 미결자 장정명부 및 병적편입자 장정명부는 부현청, 지청에서 보관한다.
그러나, (1)간부후보생장정명부, (2)단기현역병으로서 복역해야 할 사람의 장정명부, (3) 제45조에 의해 입영을 연기된 사람의 장정명부는 별 철한 것이라고 해서 간부후보생장정명부 및 제45조에 의해 입영을 연기된 사람의 장정명부는 연대구지령관이 소유하고, 단기현역병으로서 복역해야 할 사람의 장정명부는 본인이 단기현역병으로서의 징병 검사를 받을때까지 병사관, 지청장 또는 시장이 보관한다.(병역법 시행규칙 제210조)

## 같이 보기
- 일본의 병역 제도
- 징병제
- 모병제